# Telescopus tessellatus
Telescopus tessellatus là một loài rắn trong họ Rắn nước. Loài này được Wall mô tả khoa học đầu tiên năm 1908.